# 北海道音別高等学校
北海道音別高等学校（ほっかいどう おんべつこうとうがっこう）は、かつて北海道白糠郡音別町（現・釧路市）尺別炭鉱地内神楽町にあった道立高等学校。

## 概要
近隣に存在した尺別炭鉱の好況を受け、児童数増加に伴い、尺別炭山駅近隣に建てられた（明確な所在地は不明）。ピーク時（1954年）には総学級4級、児童数107名が在籍した。その後、国内石炭産業斜陽化のあおりを受け、また定時制のみだったため在校生数激減（最終的には11名）に伴い1962年に閉校。なお、所在地の町史には音別分校のままだったとの記載もあり、本校の情報が少なすぎるためか記載に混乱が見られる。

## 沿革
- 1951年（昭和26年）4月16日 - 北海道釧路湖陵高等学校音別分校として開校。定時制のみ。音別町立尺別炭砿中学校の隣に併設された。
- 1953年（昭和28年） - 音別分校が北海道音別高等学校として独立する（しかし『音別町史』817頁及び『音別町史　下巻』930頁には独立したとの記載なし）。
- 1962年（昭和37年）3月31日 – 在校生数激減と、定時制希望者激減に伴い廃校
- 1970年（昭和45年）7月 - 音別町立尺別炭砿中学校廃校に伴い同中学校とともに解体された。